# Boar's Head Resort
The Boar's Head Resort, anteriormente conocido como Boar's Head Inn, es un hotel y resort que generalmente se describe como ubicado en Charlottesville, Virginia, pero de hecho está ubicado en el condado de Albemarle, Virginia, a las afueras de la ciudad. El complejo está situado en 573 acres (0,9 mi²) e incluye un campo de golf (el campo de golf Birdwood), 26 canchas de tenis y un spa y gimnasio.
Fue construido en 1962 y 1963 según un diseño de los arquitectos Johnson, Craven & Gibson. Como pieza central del hotel, un molino de 1835, conocido durante muchos años como Eulus Mill, fue desmantelado y trasladado a la propiedad. The Boar's Head abrió sus puertas en 1964 con 54 habitaciones. Se amplió en 1979 con 73 habitaciones adicionales y dos áreas de reunión adicionales.
En 1989, el propietario John Rogan vendió a la Fundación de Bienes Raíces de la Universidad de Virginia (UREF). UREF prestó $10 millones a Boar's Head en 1999 para financiar renovaciones y mejoras en habitaciones, restaurantes, áreas comunes e instalaciones deportivas.
Más tarde fue rebautizado como Boar's Head Resort. En 2012 se sometió a una renovación de $ 9 millones de sus habitaciones. Es miembro de los Hoteles Históricos de América.